# Saint-Denis-des-Coudrais
Saint-Denis-des-Coudrais – miejscowość i gmina we Francji, w regionie Kraj Loary, w departamencie Sarthe.
Według danych na rok 1990 gminę zamieszkiwało 81 osób, a gęstość zaludnienia wynosiła 12 osób/km² (wśród 1504 gmin Kraju Loary, Saint-Denis-des-Coudrais plasuje się na 1121. miejscu pod względem liczby ludności, natomiast pod względem powierzchni na miejscu 1129.).